# Línea 34 de TMB
La línea 34 es una línea regular de autobús urbano de la ciudad de Barcelona gestionada por la empresa TMB. Hace su recorrido entre Pº. Manuel Girona y la Pl. Virrey Amat, a partir del 18/11/13 con la implantación de la segunda fase de la NXB.

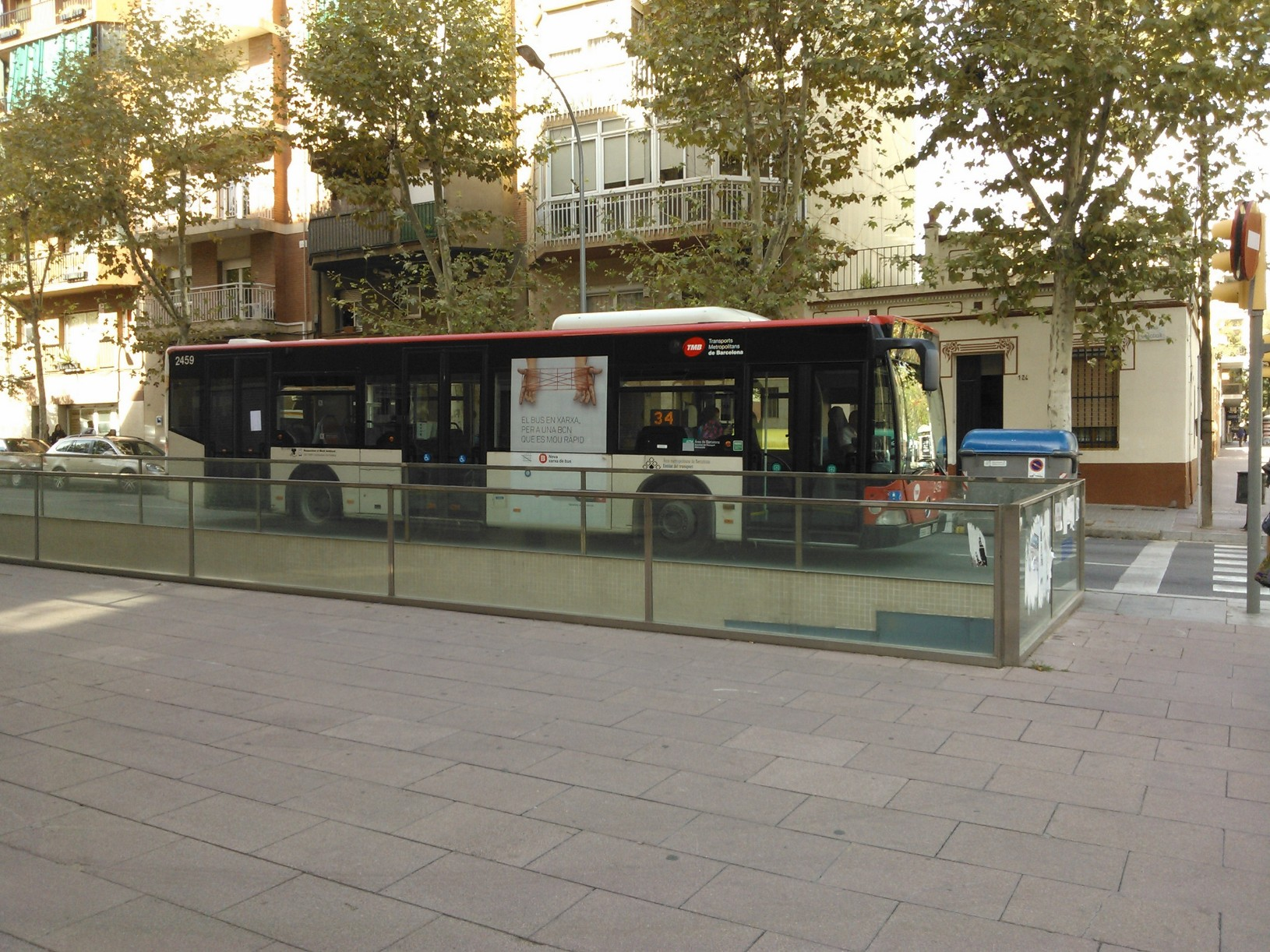
Autobús de la línea 34 en Escòcia con Arnau d'Oms.

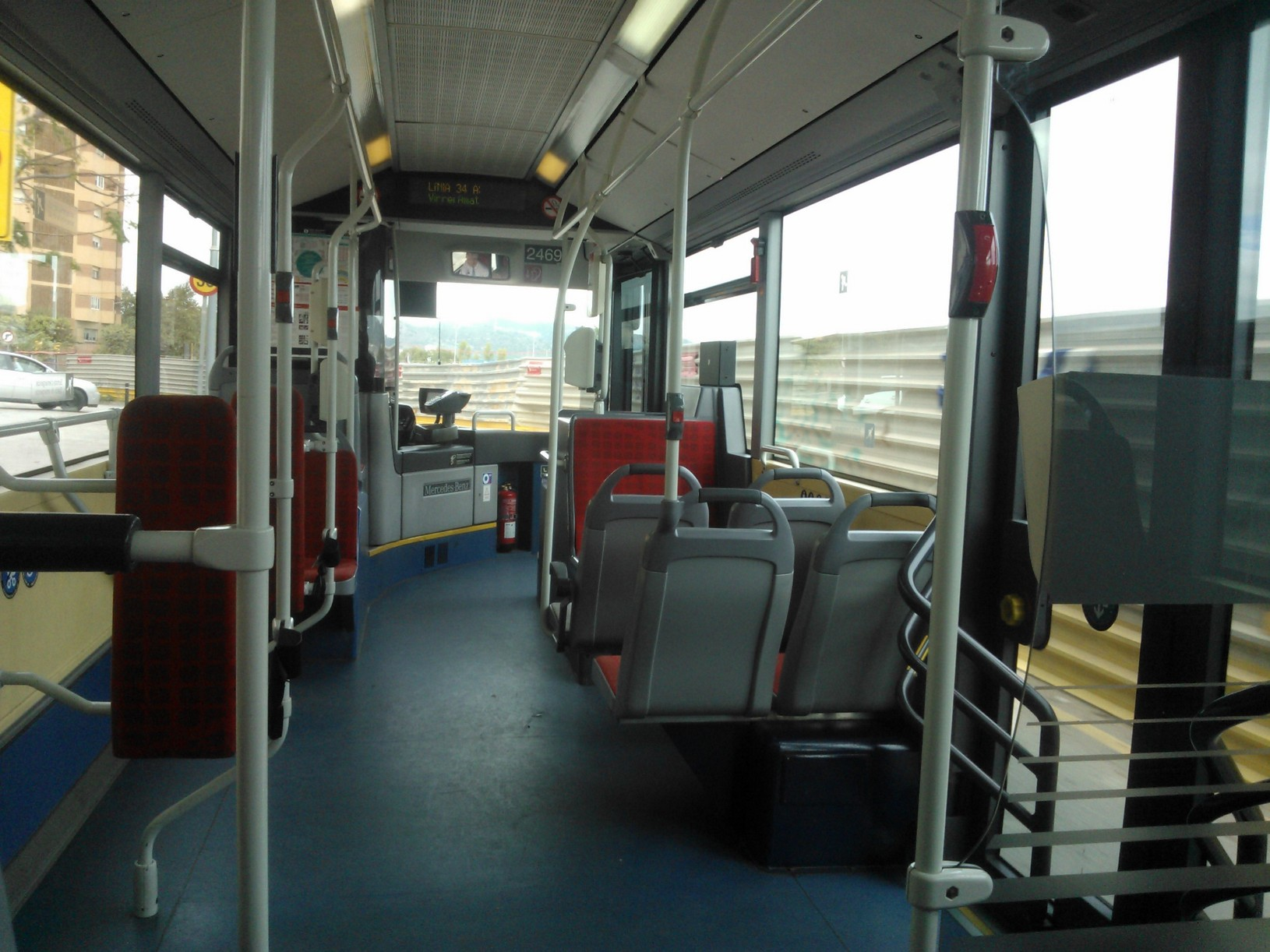
Interior de un autobús de la línea 34. La pantalla informativa indica que el autobús se dirige a Virrey Amat.

## Horarios
| 34         | Primer servicio A: Pl. Virrey Amat | Primer servicio A: Pº Manuel Girona | Último servicio A: Pl. Virrey Amat | Último servicio A: Pº Manuel Girona |
| Laborables | 06:05                              | 05:15                               | 22:55                              | 22:00                               |
| Sábados    | 06:05                              | 05:15                               | 22:55                              | 22:00                               |
| Festivos   | 08:50                              | 08:00                               | 22:55                              | 22:00                               |

## Otros datos
| Prestación                   | Disponibilidad en la línea |
| ---------------------------- | -------------------------- |
| Adaptada a                   | Sí                         |
| TMB iBus (tiempo de espera ) | Sí                         |
| Pantallas informativas       | Sí                         |
| Línea de tránsito rápido     | No                         |
| Circula en días festivos     | Sí                         |